# 수분 활성
수분 활성(Water activity, aw) 또는 수분 활성도는 용액 내 물의 부분 증기압을 표준 상태 물의 부분 증기압으로 나눈 값이다. 식품과학 분야에서는 표준상태를 같은 온도의 순수한 물로 정의하는 경우가 가장 많다. 이 특정 정의를 사용하면 순수한 증류수의 수분 활동도는 정확히 1이다. 수분 활성은 용매로서의 물의 열역학적 활성과 평형 후 주변 공기의 상대 습도이다. 온도가 증가함에 따라 aw는 일반적으로 결정성 소금이나 설탕이 포함된 일부 제품을 제외하고 증가한다.
물은 aw가 높은 지역에서 낮은 aw 지역으로 이동한다. 예를 들어, 꿀(aw ≒ 0.6)이 습한 공기(aw ≒ 0.7)에 노출되면 꿀은 공기 중 물을 흡수한다. 살라미 소시지(aw ≒ 0.87)가 건조한 공기(aw ≒ 0.5)에 노출되면 살라미 소시지가 건조해져 보존되거나 상할 수 있다. 낮은 aw 물질은 물 이동으로 인해 건조되기 때문에 더 적은 수의 미생물을 지원하는 경향이 있다.